# Catedral de La Paz (México)
La Catedral de La Paz es la sede de la diócesis de La Paz en Baja California Sur. Se ubica en el centro de la ciudad de La Paz, Baja California Sur. Está ubicada en el lugar donde se levantó la misión fundada por los jesuitas en el siglo XVIII.
El templo actual se levantó hacia la segunda mitad del siglo XIX, por órdenes del obispo Juan Francisco Escalante y Moreno.
De estilo neoclásico sobrio en el exterior, presenta una sencilla fachada y dos torres, las cuales guardan semejanza con las de los templos norteamericanos.
El interior del templo posee bellos retablos barrocos del siglo XVIII, los cuales provienen de otras misiones que corrieron la suerte de ser abandonadas.